# Kieran Gibbs
Kieran James Ricardo Gibbs (Londres, 26 de septiembre de 1989) es un ex-futbolista profesional inglés que se desempeñó como defensa y su último club fue el Inter de Miami de la Major League Soccer.
Asistió al Instituto Riddlesdown en Purley, Sur Londres.

## Biografía
Gibbs comenzó su carrera en la academia Wimbledon, pero se fue al Arsenal cuando la Academia Wimbledon se disolvió en 2004. Jugó como centrocampista en la posición del centro del campo, pero también sabe desenvolverse en el bando izquierdo. Ha figurado con regularidad para la selección sub-18 de Inglaterra.
Hizo su debut en el primer equipo del Arsenal en un partido de la Copa de la Liga inglesa contra el Sheffield United el 31 de octubre de 2007. Jugó por segunda vez como sustituto de Eduardo da Silva, entrando a un cuarto de hora del final del partido que enfrentó al Arsenal contra el Blackburn Rovers el 18 de diciembre de 2007.
El 31 de enero de 2008 estuvo de acuerdo en jugar cedido en el Norwich City hasta el final de la temporada 2007-08. Volvió al Arsenal en un encuentro jugado el 29 de abril de 2008 y volvió a tomar su lugar como jugador preferentemente de reserva en el club inglés. Volvió a ser convocado como para el primer equipo del Arsenal para un partido contra el Everton el 4 de mayo de 2008, aunque no jugó.
Gibbs debutó en liga ante el Tottenham Hotspur el 8 de febrero de 2009, sustituyendo al lesionado Gael Clichy.
Debutó en la Liga de Campeones de la UEFA el 10 de diciembre de 2008 contra el FC Porto en Portugal, sustituyendo a Abou Diaby pero el Arsenal cayó 2-0. También jugó el partido completo de vuelta de cuartos de final de la Champions League contra el Villarreal en la posición de lateral izquierdo el 15 de abril de 2009 en el que colaboró en la victoria de su equipo por 3-0 y alcanzó las semifinales.

## Estadísticas

### Club
Estadísticas actualizadas al 30 de enero de 2021.
| Club                                  | Temporada           | Liga  | Liga  | Copas nac. | Copas nac. | Copas inter. | Copas inter. | Total | Total |
| Club                                  | Temporada           | Part. | Goles | Part.      | Goles      | Part.        | Goles        | Part. | Goles |
| ------------------------------------- | ------------------- | ----- | ----- | ---------- | ---------- | ------------ | ------------ | ----- | ----- |
| Arsenal F. C. Inglaterra              | 2007-08             | 0     | 0     | 2          | 0          | 0            | 0            | 2     | 0     |
| Norwich City F. C. Inglaterra         | 2007-08             | 7     | 0     | 0          | 0          | —            | —            | 7     | 0     |
| Norwich City F. C. Inglaterra         | Total               | 7     | 0     | 0          | 0          | 0            | 0            | 7     | 0     |
| Arsenal F. C. Inglaterra              | 2008-09             | 8     | 0     | 9          | 0          | 4            | 0            | 21    | 0     |
| Arsenal F. C. Inglaterra              | 2009-10             | 3     | 0     | 2          | 0          | 2            | 0            | 7     | 0     |
| Arsenal F. C. Inglaterra              | 2010-11             | 7     | 0     | 10         | 0          | 3            | 0            | 20    | 0     |
| Arsenal F. C. Inglaterra              | 2011-12             | 16    | 1     | 1          | 1          | 5            | 0            | 22    | 2     |
| Arsenal F. C. Inglaterra              | 2012-13             | 27    | 0     | 4          | 1          | 3            | 0            | 34    | 1     |
| Arsenal F. C. Inglaterra              | 2013-14             | 28    | 0     | 5          | 0          | 8            | 1            | 41    | 1     |
| Arsenal F. C. Inglaterra              | 2014-15             | 22    | 0     | 4          | 0          | 7            | 1            | 33    | 1     |
| Arsenal F. C. Inglaterra              | 2015-16             | 15    | 1     | 8          | 0          | 5            | 0            | 28    | 1     |
| Arsenal F. C. Inglaterra              | 2016-17             | 11    | 0     | 5          | 0          | 6            | 0            | 22    | 0     |
| Arsenal F. C. Inglaterra              | Total               | 137   | 2     | 50         | 2          | 43           | 2            | 230   | 6     |
| West Bromwich Albion F. C. Inglaterra | 2017-18             | 33    | 0     | 3          | 0          | —            | —            | 36    | 0     |
| West Bromwich Albion F. C. Inglaterra | 2018-19             | 38    | 4     | 0          | 0          | —            | —            | 38    | 4     |
| West Bromwich Albion F. C. Inglaterra | 2019-20             | 14    | 1     | 1          | 0          | —            | —            | 15    | 1     |
| West Bromwich Albion F. C. Inglaterra | 2020-21             | 10    | 0     | 1          | 0          | —            | —            | 11    | 0     |
| West Bromwich Albion F. C. Inglaterra | Total               | 95    | 5     | 5          | 0          | 0            | 0            | 100   | 5     |
| Total en su carrera                   | Total en su carrera | 239   | 7     | 55         | 2          | 43           | 2            | 337   | 11    |

## Palmarés

### Títulos nacionales
| Título           | Club          | País       | Año  |
| ---------------- | ------------- | ---------- | ---- |
| FA Cup           | Arsenal F. C. | Inglaterra | 2014 |
| Community Shield | Arsenal F. C. | Inglaterra | 2014 |
| FA Cup           | Arsenal F. C. | Inglaterra | 2015 |
| Community Shield | Arsenal F. C. | Inglaterra | 2015 |
| FA Cup           | Arsenal F. C. | Inglaterra | 2017 |